# سوتلانا ویسوکووا
سوتلانا ویسوکووا (روسی: Светлана Юрьевна Высокова؛ زادهٔ ۱۲ مهٔ ۱۹۷۲) اسکیت‌باز سرعت اهل روسیه است.